# Onkozytom

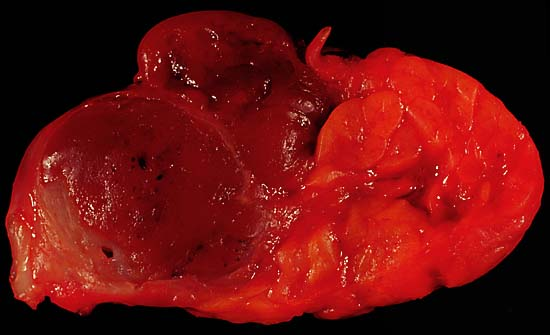
Onkozytom der Gl. submandibularis

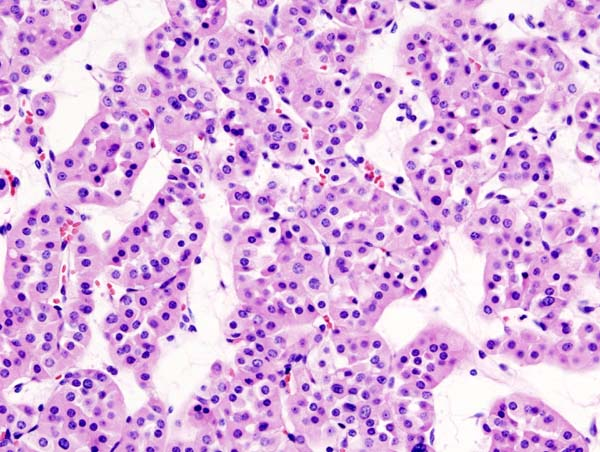
Onkozytom der Niere

Onkozytom der rechten Niere (im Bild links) in der Computertomographie mit Radspeichenphänomen. Die Hypodensität ist kein klassisches Kriterium des Onkozytoms.

Bei Onkozytomen (auch oxyphiles Adenom) handelt es sich um eine Gruppe gutartiger epithelialer Tumoren, die histologisch den Aufbau aus feingranulierten, großen, eosinophilen  mitochondrienreichen Tumorzellen, den sogenannten Onkozyten („Hürthle-Zellen“), gemeinsam haben.
Onkozytome kommen in den Speicheldrüsen, der Niere, der Adenohypophyse und der Schilddrüse vor. Insbesondere in letzterer Lokalisation wird der Tumor nach dem Physiologen Karl Hürthle, auch als Hürthle-Zelladenom bezeichnet.
Das Onkozytom macht circa zwei Prozent der Speicheldrüsentumore aus.  Eine Assoziation zum Warthin-Tumor ist häufig.

## Diagnostik
Das Onkozytom der Niere wird gelegentlich zufällig in der Computertomographie entdeckt. Die Unterscheidung von einem malignen Tumor wie dem Nierenzellkarzinom ist in der Bildgebung oft nicht einfach, auch wenn Charakteristika wie eine zentrale Narbe oder ein sogenanntes Radspeichenphänomen beschrieben worden sind.